# 난카이구

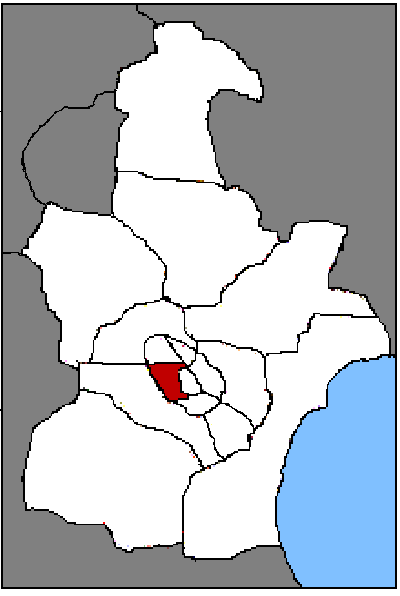
난카이구의 위치

난카이구(한국어: 남개구,중국어: 南开区, 병음: Nánkāi Qū)는 중화인민공화국 톈진시의 행정구역이다. 넓이는 39km2이고, 인구는 2007년 기준으로 830,000명이다.

## 행정 구역
12개 가도를 관할한다.
- 가도: 长虹街道, 鼓楼街道, 兴南街道, 广开街道, 万兴街道, 学府街道, 向阳路街道, 嘉陵道街道, 王顶堤街道, 八里台街道, 体育中心街道, 华苑街道.